# 3199 Нефертити
3199 Нефертити (енгл. 3199 Nefertiti) је Амор астероид. Приближан пречник астероида је 2,2 ,
а средња удаљеност астероида од Сунца износи 1,574 астрономских јединица (АЈ).
Инклинација (нагиб) орбите у односу на раван еклиптике је 32,971 степени, а орбитални период износи 721,499 дана (1,975 годину). Ексцентрицитет орбите астероида износи 0,283.
Апсолутна магнитуда астероида износи 14,84 а геометријски албедо 0,42.
Астероид је откривен 13. септембра 1982. године.